# Стоян, Даньел
Даньел Стоян (рум. Daniel Stoian; 21 апреля 1967, Бухарест) — румынский гребец-байдарочник, выступал за сборную Румынии во второй половине 1980-х — первой половине 1990-х годов. Участник трёх летних Олимпийских игр, чемпион мира, победитель многих регат национального и международного значения.

## Биография
Даньел Стоян родился 21 апреля 1967 года в Бухаресте. 
Первого серьёзного успеха на взрослом международном уровне добился в 1986 году, когда попал в основной состав румынской национальной сборной и побывал на чемпионате мира в канадском Монреале, откуда привёз награды золотого и бронзового достоинства, выигранные в зачёте двухместных байдарок на дистанциях 1000 и 10000 метров соответственно. Благодаря череде удачных выступлений удостоился права защищать честь страны на летних Олимпийских играх 1988 года в Сеуле — в двойках вместе с напарником Анджелином Веля занял пятое место на пятистах метрах и шестое место на тысяче метрах.
В 1992 году Стоян прошёл квалификацию на Олимпийские игры в Барселоне, стартовал в программе четырёхместных байдарок на километровой дистанции и показал в решающем заезде пятый результат, немного не дотянув до призовых позиций.
На чемпионате мира 1994 года в Мехико Даньел Стоян выиграл серебряную медаль в двойках на двухстах метрах, год спустя на мировом первенстве в немецком Дуйсбурге повторил это достижение — взял в двойках на дистанции 200 метров ещё одно серебро. Позже отправился представлять страну на Олимпийских играх 1996 года в Атланте, где с новым партнёром Ромикэ Шербаном на пятистах метрах финишировал в финале седьмым. Вскоре по окончании этой Олимпиады принял решение завершить спортивную карьеру, уступив место в сборной молодым румынским гребцам.